# Paullinia capreolata
Paullinia capreolata là một loài thực vật có hoa trong họ Bồ hòn. Loài này được (Aubl.) Radlk. mô tả khoa học đầu tiên năm 1875.